# Elezioni parlamentari nelle Bahamas del 2007
Le elezioni parlamentari nelle Bahamas del 2007 si tennero il 2 maggio per il rinnovo della Camera dell'assemblea, la camera bassa del Parlamento delle Bahamas. Le consultazioni videro la vittoria del Movimento Nazionale Libero (conservatore) guidato da Hubert Ingraham, che divenne capo del governo; fu così sconfitto il Partito Liberale Progressista del primo ministro uscente Perry Christie, mentre Ingraham ha giurato come primo ministro il 4 maggio.

## Risultati
| Liste                               | Voti    | %     | Seggi |
| ----------------------------------- | ------- | ----- | ----- |
| Movimento Nazionale Libero          | 68 542  | 49,86 | 23    |
| Partito Liberale Progressista       | 64 637  | 47,02 | 18    |
| Movimento Democratico delle Bahamas | 741     | 0,54  | –     |
| Indipendenti                        | 3 555   | 2,59  | –     |
| Totale                              | 137 475 | 100   | 41    |